# Grodzisko (wieś w powiecie gostyńskim)
Grodzisko – wieś w Polsce położona w województwie wielkopolskim, w powiecie gostyńskim, w gminie Poniec.
Wieś jest siedzibą sołectwa Grodzisko w którego skład wchodzi także miejscowość Maciejewo.
W okresie Wielkiego Księstwa Poznańskiego (1815-1848) miejscowość należała do wsi mniejszych w ówczesnym pruskim powiecie Kröben (krobskim) w rejencji poznańskiej. Grodzisko należało do okręgu krobskiego tego powiatu i stanowiło część majątku Żytowiecko, którego właścicielem była wówczas (1846) Dzieduszycka. Według spisu urzędowego z 1837 roku wieś liczyła 110 mieszkańców, którzy zamieszkiwali 16 dymów (domostw).
W latach 1975–1998 miejscowość należała administracyjnie do województwa leszczyńskiego.
Zobacz też: Grodzisko, Grodzisko Dolne, Grodzisko Górne, Grodzisko Nowe